# Costora rotosca
Costora rotosca är en nattsländeart som beskrevs av Mosely in Mosely och Douglas E. Kimmins 1953. Costora rotosca ingår i släktet Costora och familjen Conoesucidae. Inga underarter finns listade i Catalogue of Life.